# Protochromadora parafricana
Protochromadora parafricana är en rundmaskart som först beskrevs av Gerlach 1958.  Protochromadora parafricana ingår i släktet Protochromadora och familjen Chromadoridae. Inga underarter finns listade i Catalogue of Life.